# Heterixalus boettgeri
Heterixalus boettgeri är en groddjursart som först beskrevs av François Mocquard 1902.  Heterixalus boettgeri ingår i släktet Heterixalus och familjen gräsgrodor. IUCN kategoriserar arten globalt som livskraftig. Inga underarter finns listade i Catalogue of Life.